# Zastava otoka Mana
Zastava Otoka Man prikazuje triskelion, amblem s tri ljudske noge, u centru crvene zastave. Tri noge se spajaju na kraju butina i savijene su u koljenu. Kako bi noge bile isto postavljene na obje strane zastave, koristi se dvostrana zastava.
Zastava je bazirana na grbu posljednjeg vikinškog kralja Otoka Man, Magnusa III. Modificiranu verziju grba još uvijek koriste Magnusovi potomci u Norveškoj, obitelj Skanke.
Podrijetlo triskeliona je u drevnom keltskom simbolu Sunca, a koristile su ga i neke druge drevne civilizacije, poput Mikene i Licije. Zastava je vrlo slična sicilskoj.
Kao civilna zastava koristi se crvena sa zastavom Ujedinjenog Kraljevstva u kantonu i triskelionom u polju.